# Little Mix
Little Mix là một nhóm nhạc nữ người Anh, được thành lập vào năm 2011 trong mùa thứ 8 của Nhân tố bí ẩn phiên bản Anh. Họ là những người đầu tiên và cho đến nay là nhóm duy nhất giành chiến thắng tại cuộc thi. Sau chiến thắng của họ, họ đã ký hợp đồng với hãng thu âm Syco Music của Simon Cowell và phát hành bản cover "Cannonball" của Damien Rice làm đĩa đơn chiến thắng của họ. Nhóm bao gồm các thành viên: Jade Thirlwall, Perrie Edwards, Leigh-Anne Pinnock, and Jesy Nelson.
Little Mix phát hành album DNA đầu tay của họ trong năm 2012, đạt vị trí cao nhất trong top 10 của 10 nước trong đó có Anh và Mỹ. Điều này khiến Little Mix trở thành nhóm nhạc nữ đầu tiên sau Pussycat Dolls lọt vào vị trí thứ 5 tại Mỹ với album đầu tay của họ, cũng như giành được vị trí cao nhất trong bảng xếp hạng tại Mỹ của một nhóm nhạc nữ người Anh, phá vỡ kỉ lục trước đây được lập bởi Spice Girls. Tại Anh, họ đã phát hành album với  đĩa đơn đầu tiên "Wings". Sự cố gắng lần thứ hai của nhóm với  Salute, được  phát hành vào năm 2013 đã trở thành album thứ hai lọt vào top 10 tại cả Anh và Mỹ. Album đã có 2 đĩa đơn đạt top 10 tại quê nhà; "Move" và "Salute". Little Mix đã phát hành album phòng thu thứ 3 Get Weird trong 2015 và đó là album bán chạy nhất và giữ vị trí xếp hạng lâu nhất cho đến thời điểm hiện tại ở Anh. Đĩa đơn "Black Magic" của album đạt vị trí quán quân ở Anh và cũng đã được đề cử hai giải Brit vào năm 2016. Album phòng thu thứ tư của nhóm trong 2016 Glory Days (tạm dịch 'Ngày Vinh Quang') đã trở thành album số 1 của họ tại Anh và họ cũng là nhóm nhạc nữ trẻ tuổi nhất đạt được vị trí số 1 kể từ album đầu tay của Spice Girls' cách đây 20 năm. Đĩa đơn đầu tiên của album "Shout Out to My Ex" trở thành đĩa đơn thứ tư của nhóm đạt vị trí đĩa đơn số một tại Anh, trong khi đĩa đơn thứ hai "Touch" trở thành bản hit thứ 10 của nhóm trong top 10 hit trong Bảng xếp hạng đĩa đơn Anh.
Nhóm đã giành được giải Đĩa đơn Anh xuất sắc nhất cho "Shout Out to My Ex" tại Giải thưởng Brit Awards năm 2017, họ cũng đã nhận được nhiều giải thưởng khác trong sự nghiệp của họ, bao gồm hai giải Giải Âm nhạc Châu Âu của MTV, hai giải Teen Choice Awards và hai giải Glamour Award. Đến tháng 10 năm 201, nhóm đã đạt được bốn album được chứng nhận đĩa bạch kim và mười một đĩa đơn được chứng nhận ở Anh. Với 4 đĩa đơn đứng số một tại Anh và cao nhất tuần đầu tiên album bán chạy ở Anh cho một ban nhạc nữ kể từ nhóm Spice Girls, Little Mix là một trong các nữ nghệ sĩ thành công nhất trong văn hóa đương đại nổi tiếng ở Anh: họ xuất hiện trên Danh sách những người có ảnh hưởng nhất Vương Quốc Anh 2017 của Debrett. Little Mix hiện đang giữ kỉ lục cho hầu hết Chứng nhận video VEVO cho một nữ nghệ sĩ người Anh, đẩy Adele xuống vị trí thứ hai, và được chứng nhận video cho một nhóm nhạc nữ. Nhóm có 10 chứng nhận video trong tổng số.

## Lịch sử

### Năm 2011: Sự hình thành và Nhân tố bí ẩn
Năm 2011, Edwards, Thrilwall, Pinnock và Nelson từng tham gia thử giọng thành công như soloists trong mùa thứ 8 của Nhân tố bí ẩn  phiên bản Anh, với phần thể hiện đơn ca trong mùa thứ 8 của Nhân tố bí ẩn phiên bản Anh, nhưng thất bại ở thử thách đầu tiên của "Vòng Tranh Đấu". Họ đã được cho phép các cơ hội khác để cạnh tranh khi họ được đưa vào hai nhóm riêng biệt bởi các giám khảo trong vòng "Nhóm tranh đấu" ("group bootcamp"), với Edwards, Nelson trong nhóm bốn thành viên Faux Pas và Thrilwal, Pinnock trong nhóm ba thành viên Orion. Cả hai nhóm đều thất bại khi tiến đến các vòng tiếp theo. Một quyết định được đưa ra sau đó, đưa ra hai thành viên từ mỗi nhóm để thành lập nhóm 4 thành viên Rhythmix, đưa họ tiến tới "Vòng Lộ Diện".

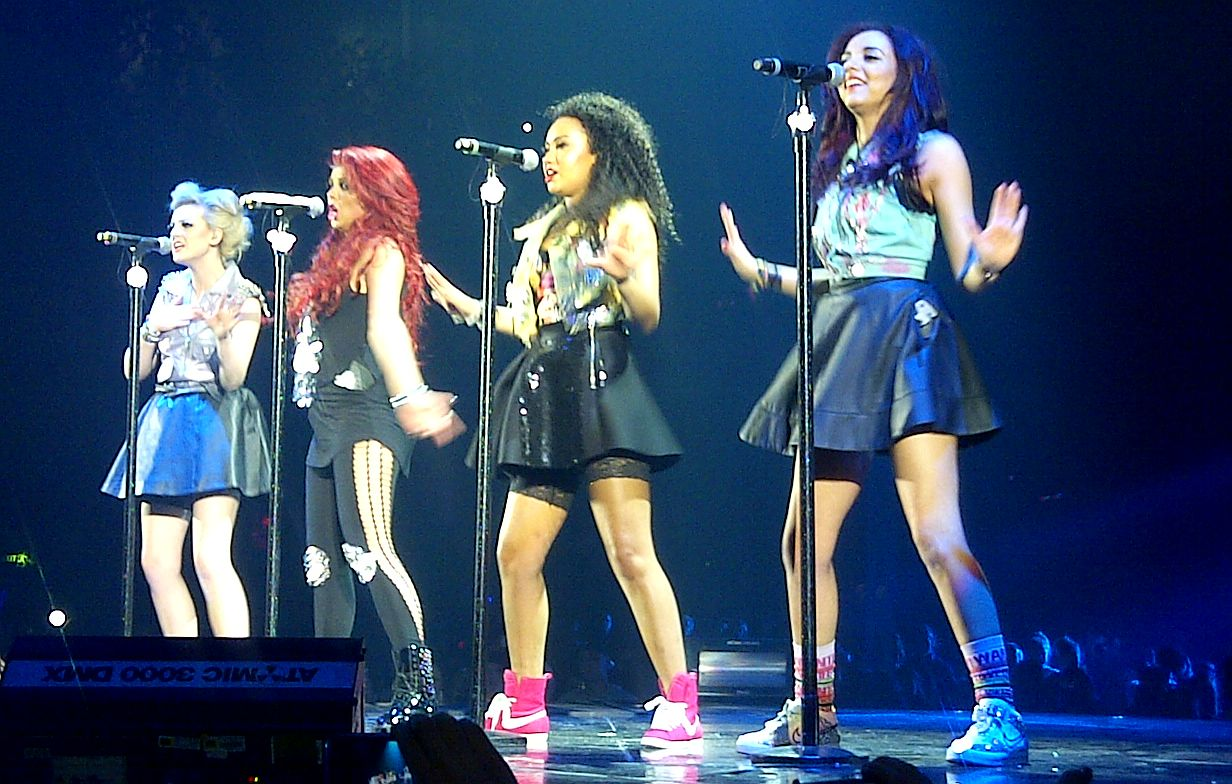
Little Mix biểu diễn năm 2012

Tới phần live show họ đã được Tulisa Contostavlos tư vấn. Trong buổi live show đầu tiên vào ngày 8 tháng 10 năm 2011, Rhythmix biểu diễn ca khúc Super Bass của ca sĩ người Mỹ Nicki Minaj. Sự thể hiện của họ đã được đánh giá bởi ban giám khảo với Gary Barlow gọi họ là "ban nhạc nữ tuyệt nhất từng có mặt trên The X Factor". Ngày 26 tháng 10 năm 2011, Rhythmix thông báo rằng họ sẽ đổi tên sau vụ tranh cãi với Tổ chức từ thiện cho trẻ em cùng tên, sau khi chương trình đã cố gắng để đăng kí thương hiệu "Rhythmix". Một phát ngôn viên của The X Factor nói: "Theo yêu cầu của Quỹ Từ thiện Rhythmix, các thành viên của nhóm nhạc nữ Rhythmix đã quyết định thay đổi tên của họ, một quyết định có sự hỗ trợ của Syco và TalkbackTHAMES". Nhóm đã quyết định thực hiện thay đổi, không có yêu cầu pháp lí để làm như vậy, để tránh những khó khăn cho tổ chức từ thiện. Ngày 28 tháng 11 năm 2011, đã có thông báo tên mới của nhóm sẽ là "Little Mix".
Ngày 20 tháng 10 năm 2011, Little Mix trở thành nhóm nhạc nữ đầu tiên trong lịch sử tám năm của chương trình lọt vào live show thứ 7. Các nhóm nhạc nữ giữ chân lâu nhất trước đó là The Conway Sisters (mùa 2) và Hope (mùa 4) đã kéo dài đến tuần thứ 7. Qua những vòng còn lại của cuộc thi, nhóm nhận được những phản hồi tích cực. Trong giai đoạn bán kết của chương trình, Little Mix biểu diễn ca khúc "You Keep Me Hangin 'On" của The Supremes cũng như bản hit của Beyoncé "If I Were A Boy". Màn trình diễn Keep Me Hangin 'On đã nhận được phản hồi tiêu cực từ các giám khảo với Louis Walsh nói rằng họ "mất đi nét duyên dáng" và Kelly Rowland nói họ rằng cô đã nhìn thấy họ "biểu diễn hay hơn". Buổi trình diễn thứ hai của họ vào ban đêm, If I Were A Boy, được các giám khảo đánh giá cao với Walsh nói với họ rằng họ có "tiềm năng tuyệt vời" và gọi họ là "ban nhạc nữ lớn kế tiếp". Rowland cũng nói với họ rằng họ có thể "cực kỳ năng động" và "thay đổi thế giới" khi họ tìm thấy sức mạnh trong nhau. Nhóm đã vượt qua các buổi live show cuối cùng cùng với Marcus Collins và Amelia Lily sau cuộc bỏ phiếu công cộng.
Ngày 11 tháng 12, Little Mix được công bố là người chiến thắng, lần đầu tiên một nhóm giành chiến thắng phiên bản Anh của chương trình và lần thứ hai (ba) trong nhượng quyền thương mại trên thế giới (sau Random ở mùa thứ nhất của phiên bản Úc và sau đó là Alex & Siera ở mùa thứ ba của phiên bản Mĩ). Đĩa đơn chiến thắng của họ là một bản cover ca khúc của Damien Rice "Cannonball", được phát hành thông qua tải xuống kĩ thuật số ngày 11 tháng 12 năm 2011, và trên CD ngày 14 tháng 12 năm 2011. Nhân tố bí ẩn: Câu chuyện của người chiến thắng được phát trên ITV2 ngày 17 tháng 12 năm 2011. Đĩa đơn đầu tay của họ đã đứng đầu Bảng xếp hạng đĩa đơn Anh ngày 18 tháng 12 năm 2011. Họ đã giữ nguyên vị trí số 1 Giáng sinh trên Bảng xếp hạng đĩa đơn Ai Len, đánh bại những ca khúc mới của The Saw Doctors và Ryan Sheridan.Jesy Nelson từng khiến người hâm mộ bất ngờ khi đăng bức tâm thư dài tuyên bố rời Little Mix vào tháng Mười Hai năm ngoái. Trong đó, nữ ca sĩ nhấn mạnh việc hoạt động cùng nhóm đã ảnh hưởng nghiệm trọng đến sức khỏe tinh thần của mình: “Sự thật là gần đây, làm việc trong nhóm nhạc khiến sức khỏe tinh thần tôi suy giảm trầm trọng. Tôi cảm thấy áp lực khi là thành viên trong nhóm nhạc nữ và việc phải sống theo sự kì vọng từ mọi người rất khó khăn”. Trong một chương trình podcast trên Apple Music gần đây, cô còn chia sẻ rằng bản thân cảm thấy không thoải mái từ những chuyện nhỏ nhặt, chẳng hạn như khi được yêu cầu mặc bikini để quay MV cùng nhóm. Những cảm giác như thế dần khiến cô cảm thấy bản thân đang “mắc kẹt”: “Cảm xúc này cứ tích tụ qua mỗi ngày và cuối cùng sau 10 năm, nó ảnh hưởng rất lớn đến sức khỏe tinh thần của tôi”.
| Các buổi biểu diễn tại The X Factor và kết quả | Các buổi biểu diễn tại The X Factor và kết quả                        | Các buổi biểu diễn tại The X Factor và kết quả                        | Các buổi biểu diễn tại The X Factor và kết quả                        | Các buổi biểu diễn tại The X Factor và kết quả                        | Các buổi biểu diễn tại The X Factor và kết quả |                                |
| Show                                           | Bài hát lựa chọn                                                      | Bài hát lựa chọn                                                      | Bài hát lựa chọn                                                      | Bài hát lựa chọn                                                      | Chủ đề                                         | Kết quả                        |
| Show                                           | Perrie Edwards                                                        | Jesy Nelson                                                           | Leigh- Anne Pinock                                                    | Jade Thrillwall                                                       | Chủ đề                                         | Kết quả                        |
| ---------------------------------------------- | --------------------------------------------------------------------- | --------------------------------------------------------------------- | --------------------------------------------------------------------- | --------------------------------------------------------------------- | ---------------------------------------------- | ------------------------------ |
| Thử giọng                                      | "You Oughta Know"                                                     | "Bust Your Windows"                                                   | "Only Girl (in the World)"                                            | "I Wanna Hold Your Hand"                                              | Tự do lựa chọn                                 | Đến vòng 'Tranh đấu'           |
| Tranh đấu 1                                    | "Breakeven"                                                           | "Price Tag"                                                           | "Price Tag"                                                           | "Fire Work"                                                           | Thử thách Tranh đấu                            | Lựa chọn vào nhóm              |
| Tranh đấu 2                                    | "Surviror" (với 'Faux Pas')                                           | "Surviror" (với 'Faux Pas')                                           | "Yeah 3x" (với 'Orion')                                               | "Yeah 3x" (với 'Orion')                                               | Tự do lựa chọn                                 | Hợp lại / tới 'Vòng lộ diện'   |
| Lộ diện                                        | "Big Girls Don't Cry"                                                 | "Big Girls Don't Cry"                                                 | "Big Girls Don't Cry"                                                 | "Big Girls Don't Cry"                                                 | Tự do lựa chọn                                 | Tới live show                  |
| Lộ diện                                        | "Cry Me a River"                                                      |                                                                       |                                                                       |                                                                       | Tự do lựa chọn                                 | Tới live show                  |
| Live show 1                                    | "Super Bass"                                                          | "Super Bass"                                                          | "Super Bass"                                                          | "Super Bass"                                                          | Anh vs. Mĩ                                     | Đồng ý bởi Tulisa Contostavlos |
| Live show 2                                    | "I'm Like a Bird"                                                     | "I'm Like a Bird"                                                     | "I'm Like a Bird"                                                     | "I'm Like a Bird"                                                     | Tình yêu và trái tim tan vỡ                    | An toàn (thứ 4)                |
| Live show 3                                    | "Tik Tok"/"Push It"                                                   | "Tik Tok"/"Push It"                                                   | "Tik Tok"/"Push It"                                                   | "Tik Tok"/"Push It"                                                   | Rock                                           | An toàn (thứ 6)                |
| Live show 4                                    | "E.T"                                                                 | "E.T"                                                                 | "E.T"                                                                 | "E.T"                                                                 | Halloween                                      | An toàn (thứ 2)                |
| Live show 5                                    | "Don't Stop the Music"                                                | "Don't Stop the Music"                                                | "Don't Stop the Music"                                                | "Don't Stop the Music"                                                | Dancefloor fillers                             | An toàn (thứ 4)                |
| Live show 6                                    | "Telephone"/"Radio Ga Ga"                                             | "Telephone"/"Radio Ga Ga"                                             | "Telephone"/"Radio Ga Ga"                                             | "Telephone"/"Radio Ga Ga"                                             | Lady Gaga vs. Queen                            | An toàn (thứ 3)                |
| Live show 7                                    | "Don't Let Go (Love)"                                                 | "Don't Let Go (Love)"                                                 | "Don't Let Go (Love)"                                                 | "Don't Let Go (Love)"                                                 | Phim                                           | An toàn (thứ nhất)             |
| Live show 8                                    | "Baby"/"Where Did Our Love Go"                                        | "Baby"/"Where Did Our Love Go"                                        | "Baby"/"Where Did Our Love Go"                                        | "Baby"/"Where Did Our Love Go"                                        | Guilty pleasures                               | An toàn (thứ 2)                |
| Live show 8                                    | "Beautiful"                                                           | "Beautiful"                                                           | "Beautiful"                                                           | "Beautiful"                                                           | Anh hùng                                       | An toàn (thứ 2)                |
| Bán kết                                        | "You Keep Me Hangin' On"                                              | "You Keep Me Hangin' On"                                              | "You Keep Me Hangin' On"                                              | "You Keep Me Hangin' On"                                              | Motown                                         | An toàn (thứ nhất)             |
| Bán kết                                        | "If I Were a Boy"                                                     | "If I Were a Boy"                                                     | "If I Were a Boy"                                                     | "If I Were a Boy"                                                     | Bài hát đưa bạn tới chung kết                  | An toàn (thứ nhất)             |
| Chung kết                                      | "You've Got the Love"                                                 | "You've Got the Love"                                                 | "You've Got the Love"                                                 | "You've Got the Love"                                                 | Tự do lựa chọn                                 | An toàn (thứ nhất)             |
| Chung kết                                      | "If I Ain't Got You"/"Empire State of Mind" (với Tulisa Contostavlos) | "If I Ain't Got You"/"Empire State of Mind" (với Tulisa Contostavlos) | "If I Ain't Got You"/"Empire State of Mind" (với Tulisa Contostavlos) | "If I Ain't Got You"/"Empire State of Mind" (với Tulisa Contostavlos) | Mentor Duet                                    | An toàn (thứ nhất)             |
| Chung kết                                      | "Don't Let Go (Love)"                                                 | "Don't Let Go (Love)"                                                 | "Don't Let Go (Love)"                                                 | "Don't Let Go (Love)"                                                 | Biểu diễn theo sở thích                        | Chiến thắng (thứ nhất)         |
| Chung kết                                      | "Silent Night"                                                        | "Silent Night"                                                        | "Silent Night"                                                        | "Silent Night"                                                        | Giáng sinh                                     | Chiến thắng (thứ nhất)         |
| Chung kết                                      | "Cannonball"                                                          | "Cannonball"                                                          | "Cannonball"                                                          | "Cannonball"                                                          | Đĩa đơn của người chiến thắng                  | Chiến thắng (thứ nhất)         |

### Năm 2012-2013 và đột phá quốc tế

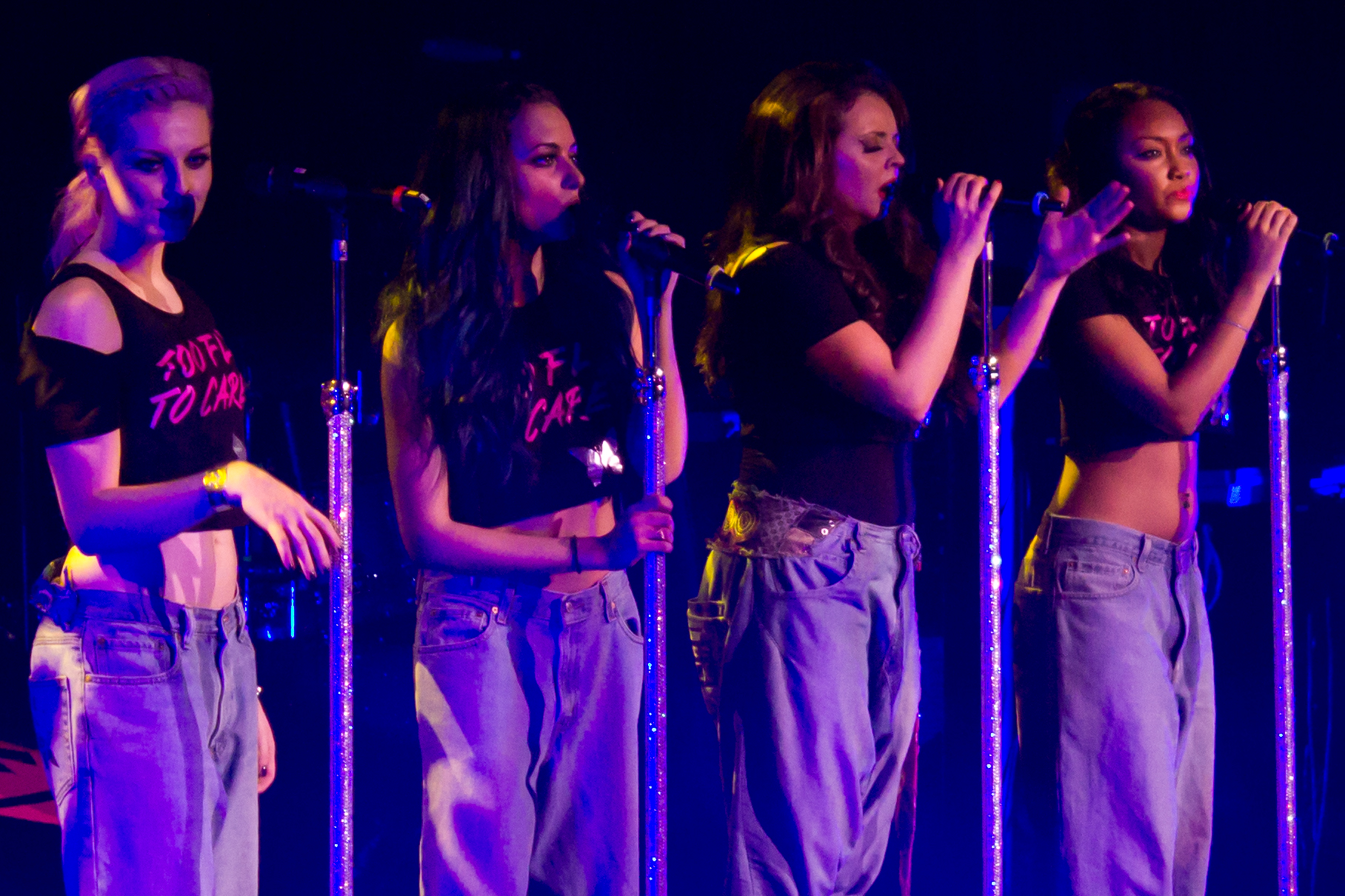
Llittle Mix biểu diễn năm 2012

Ngày 25 tháng 1 năm 2012, Little Mix xuất hiện tại National Television Awards và biểu diễn bài hát En Vogue "Do not Let Go (Love)". Họ cũng đi cùng với đồng giám khảo Gary Barlow và Tulisa Contostavlos trên sân khấu để nhận giải thưởng Best Tailen Show mà họ đã chiến thắng tại The X Factor. Tháng 5 năm 2012, Little Mix đã kí một hợp đồng với Vivid và Bravado để phát hành các sản phẩm có chữ kí bao gồm cả búp bê, câu đố, phụ kiện và trò chơi. Trước khi phát hành đĩa đơn đầu tay, nhóm đã cover một bản cappella của Beyoncé "End of Time" và đăng tải nó lên Youtube; bản cover đã được công khai ca ngợi, đặc biệt là cho sự hòa âm ấn tượng của nhóm. Cuối tháng 8, họ cũng đăng tải một bản cover khác, lần này là cover "We Are Young" của Fun ft. Janelle Monáe một lần nữa nhận được phản hồi tích cực, nói chung, cho sự hòa hợp của nhóm. Vào mùng 1 tháng 6, một đoạn trích của đĩa đơn đầu tay "Wings" được phát trên chương trình trò chuyện của Alan Carr: Chatty Man trước khi phát hành vào tháng 8.

## Danh sách đĩa nhạc
- DNA (2012)
- Salute (2013)
- Get Weird (2015)
- Glory Days (2016)
- LM5 (2018)
- Confetti (2020)

## Lưu diễn

### Chính
- DNA Tour (2013)
- The Salute Tour (2014)
- The Get Weird Tour (2016)
- The Glory Days Tour (2017)
- Summer Hits Tour (2018)
- LM5: The Tour (2019)

### Mở màn
- The X Factor Live Tour (2012)
- Demi Lovato - Neon Lights Tour (2014)
- Ariana Grande - Dangerous Woman Tour (2017)

## Giải thưởng và đề cử
Bài chi tiết: Danh sách giải thưởng và đề cử của Little Mix